# Michael Stockton
Michael Stockton, (Spokane, Washington, 7 de mayo de 1989) es un jugador de baloncesto estadounidense con pasaporte de Montenegro. Con 1.85 de estatura, juega en la posición de base. Actualmente juega en el Élan Chalon de la LNB Pro A francesa. Es hijo del legendario base estadounidense John Stockton y hermano del también jugador David Stockton.

## Trayectoria

### Universidad
Formado en la Universidad de Westminster de la NAIA, lejos de Gonzaga donde se curtió su padre, el base tuvo que dar el salto al baloncesto europeo para desarrollar su talento.

### Profesional
Tras dos temporadas en el Karlsruhe de la Segunda División Alemana (13,8 puntos; 3,9 rebotes, 3,5 asistencias y 1,6 recuperaciones la última campaña), el MHP RIESEN Ludwisburg le dio la oportunidad de debutar en la Primera División Alemana.
Más tarde, jugaría en la NCAA en las filas de Canton Charge. Tras no brillar en la NCAA, volvió a Europa para comenzar la temporada 2016-17 en las filas del  Avtodor Saratov ruso y acabarla en el Apollon Patras griego.
En julio de 2017, vuelve a Alemania para jugar en las filas del BG 74 Göttingen.
Durante la temporada 2019-20 forma parte de las filas del Cholet Basket de la Pro A francesa.
El 27 de julio de 2021 firmó con BC Budivelnyk de la Superliga de Baloncesto de Ucrania.. Tras dejar el equipo en febrero debido a la invasión rusa, el 2 de abril de 2022 fichó por el Champagne Basket de la LNB Pro A.
El 17 de agosto de 2022 firmó por el Élan Béarnais Pau-Orthez, también de la Pro A francesa.